# Tapis roulant (transport)
Pour les articles homonymes, voir Tapis roulant.

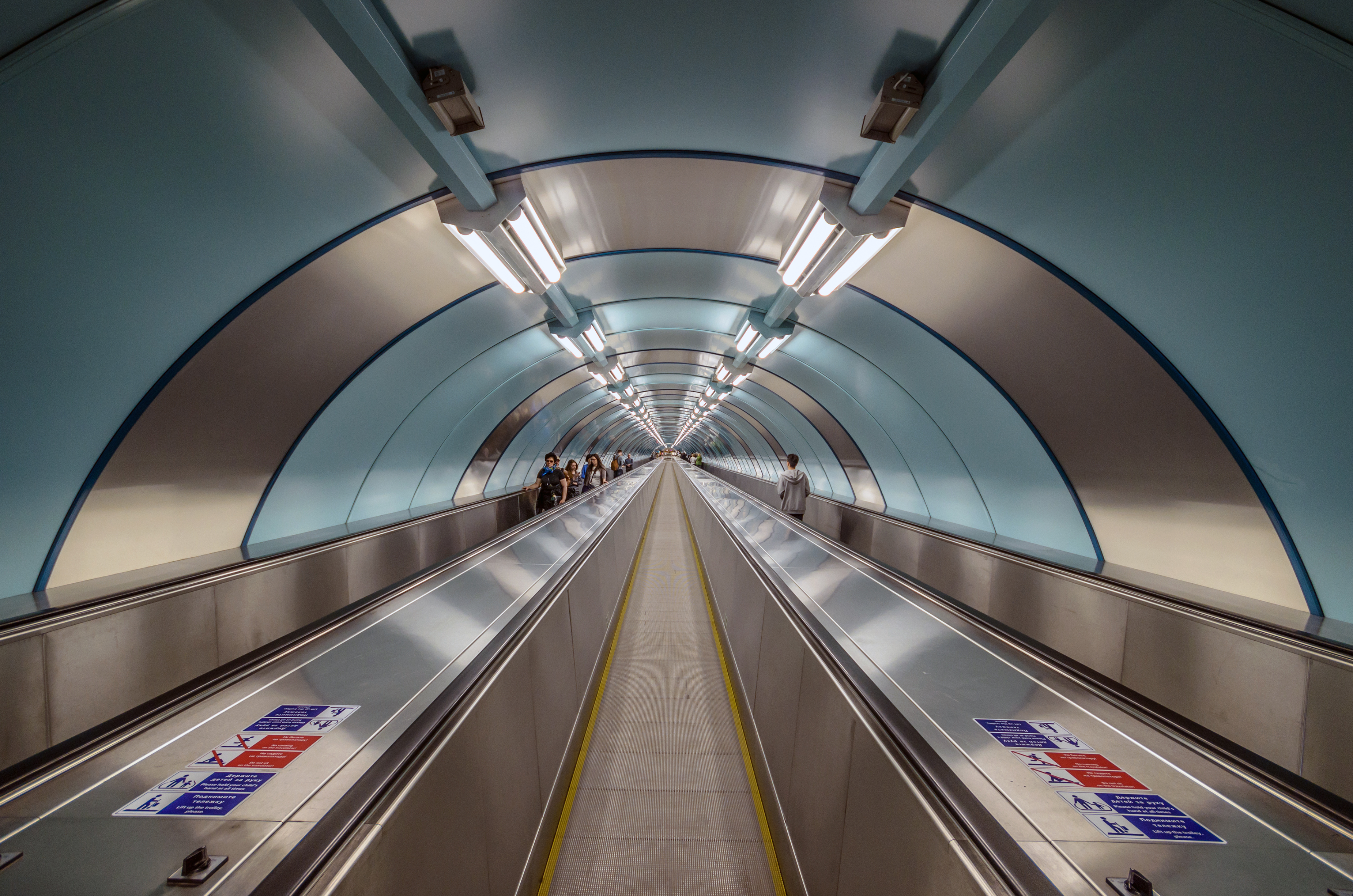
Un tapis roulant à la station Sportivnaïa du métro de Saint-Pétersbourg.

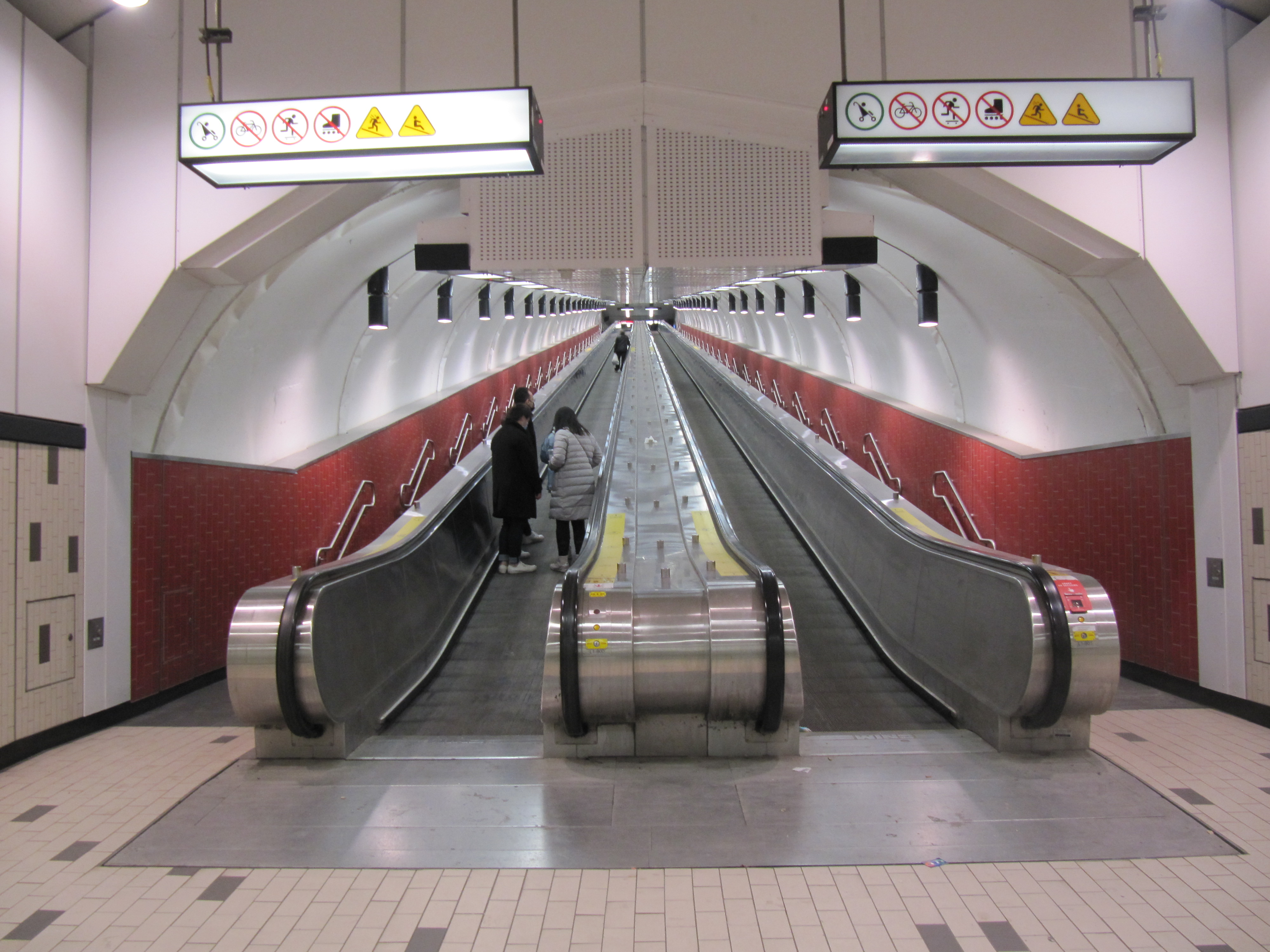
Un tapis roulant incliné à la station Beaudry du métro de Montréal.

Un tapis roulant ou trottoir roulant est un moyen de transport qui permet de déplacer des piétons (on peut alors parler de trottoir roulant) ou du matériel.
Il peut se regrouper avec les escaliers mécaniques, et se rapproche même davantage d'un travelator en pente de supermarché, à la différence que le tapis roulant est horizontal, bien que pouvant également posséder une partie inclinée. Il peut circuler aussi dans les deux sens et possède aussi une rampe de maintien.

## Histoire de tapis roulants caractéristiques

### Exposition universelle 1900 de Paris

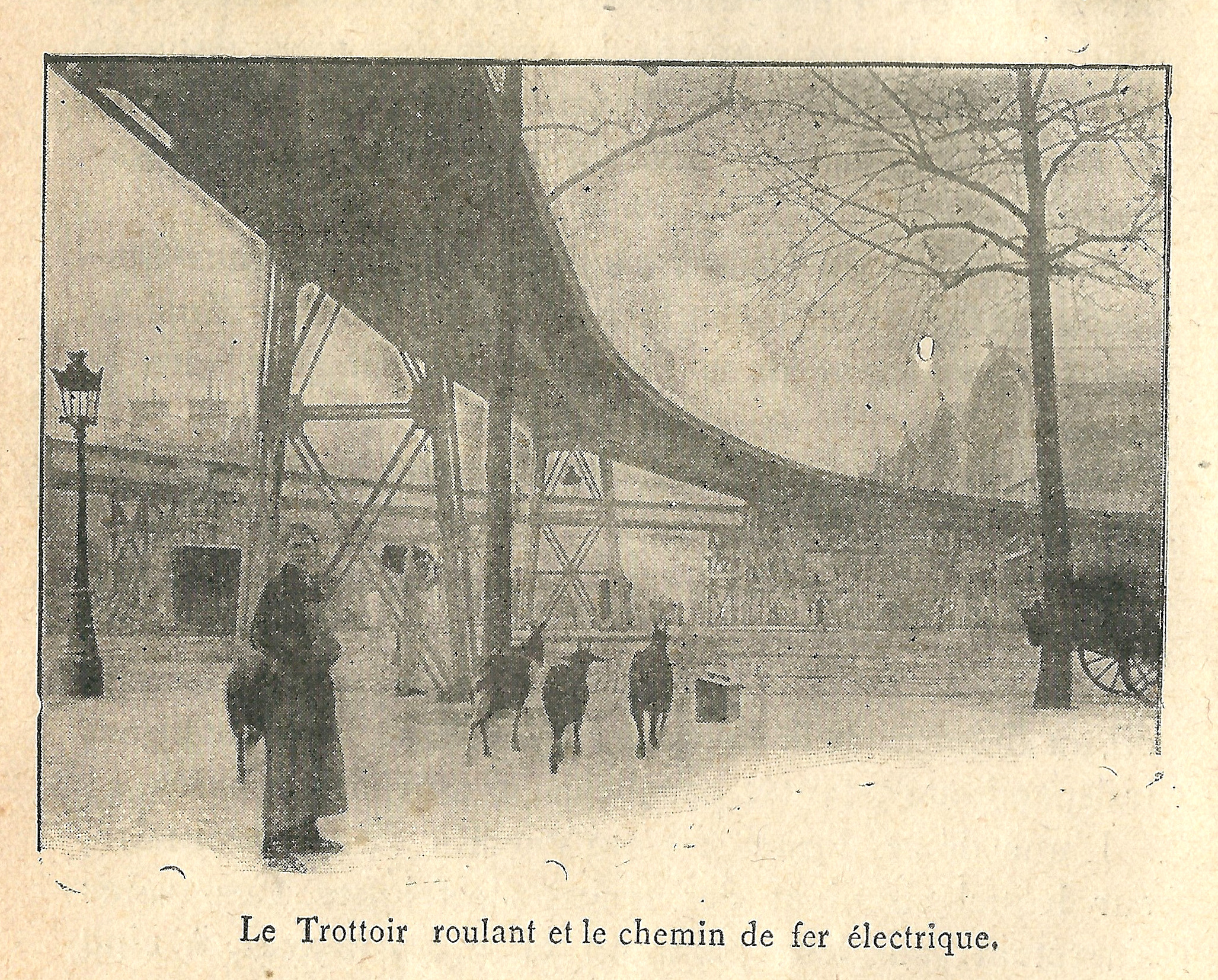
Le trottoir roulant de l'Expo 1900.

Le trottoir mécanique de l'exposition universelle de 1900, à Paris.

Le premier trottoir roulant fut construit pour l'Exposition universelle de 1893 à Chicago.
Six ans plus tard, à Paris, parmi les innombrables réalisations de l'Exposition universelle de 1900, le fameux trottoir roulant dénommé la rue de l'Avenir, en constituait l'une des attractions.
Il parcourait l'ensemble de l'exposition et de tous les monuments exposés des différents pays, à une vitesse de 8 km/h sur 3,5 km, en effectuant quelques virages parfois déstabilisants en position debout.

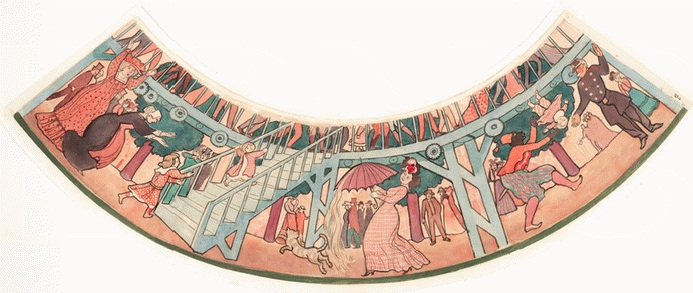
Maurice Denis, Le Trottoir roulant, vers 1900.

Georges Méliès, cinéaste bien connu de l'époque, saisit cette occasion pour en effectuer quelques films pris en travelling depuis celui-ci, tels que :
- Panorama pris du trottoir roulant Champ de Mars et
- Les Visiteurs sur le trottoir roulant

### Couloir de Montparnasse
Un trottoir plus rapide de 9 km/h fut installé en 2001 et durant quelques années pour desservir le couloir menant du métro à la gare et la tour Montparnasse. Le départ s'effectuait à vitesse normale sur un système spécial de roulements, pour embrayer sur le tapis rapide, en conseillant aux passagers de rester les pieds bien à plat, l'arrivée s'effectuant de même à vitesse normale. 
Mais ce système compliqué, fragile, parfois déstabilisant pour les utilisateurs inhabitués ou âgés, tombait souvent en panne en restant hors service. Il finit par être abandonné et démonté en 2010.

## Utilisations et lieux d'installations

### Couloirs du métro et des aéroports
Ce type de transport est présent dans différents longs couloirs, évitant ou accélérant une longue marche à pied, tel que ceux majoritaires des correspondances entre stations de métro et de RER ou les aéroports. Il peut être incliné pour se déplacer entre différents étages ou resté au même niveau pour accélérer les déplacements.
Comme l'escalator, il est construit sur le principe d'une énorme chaîne qui tourne en continu (comme une chenille de bulldozer). Il est constitué d'éléments métalliques articulés avec un rainurage évitant les accidents et permettant notamment aux chariots d'accrocher, ce qui est indispensable étant donné l'inclinaison. Il est accompagné comme l'escalator, de part et d'autre, de deux mains courantes mobiles (généralement en caoutchouc) synchronisées et avançant à la même vitesse que le trottoir. Ils vont généralement par paire, l'un montant, l'autre descendant.
Il remplace souvent les escaliers mécaniques voire ascenseurs, sur différents niveaux. Le tapis roulant incliné nécessite un plus grand espace que l'escalator dont il reprend le principe mécanique, tout en offrant l'avantage de permettre le déplacement des personnes et de certains objets mobiles : chariots roulants, bagages, fauteuils roulants. 
Les trottoirs roulants ont été durant plusieurs années sous forme de tapis en caoutchouc rigide sous des rouleaux tournants, puis standardisés sous forme de marches métalliques, plus stables, semblables à celles des escaliers roulants, mais jointes et continues sur un même plan, même s'il est incliné.
La vitesse d'un trottoir roulant usuel est d'environ 1 m/s, soit 3,6 km/h. Comme pour un escalator, le bon usage est de rester à droite pour les usagers immobiles, et d'avancer à gauche pour les passagers marchant simultanément.

### Remontée mécanique de stations de ski
Ce genre d'installation sous forme de tapis en caoutchouc est de plus en plus fréquent dans les stations de ski pour limiter les marches à pied entre les habitations et les remontées mécaniques principales. Il est également extrêmement utile dans la phase d'apprentissage du ski. Il est proche d'un travelator par sa pente continue régulière. Sa vitesse linéaire est d'environ 0,6 m/s, soit 2 km/h.
Une commission de normalisation sur les tapis roulants de stations de montagne a été constituée fin 2005 par le Comité européen de normalisation pour établir la future norme européenne.

### Agrès des palais du rire
Il est aussi utilisé sous forme de tapis en caoutchouc, pour l'amusement parmi les portiques des palais du rire des fêtes foraines ou parcs d'attractions, les barres de maintien restant fixes cette fois, et les vitesses et changements de sens rapides et déséquilibrants par effets de surprise...

### Ergomètre pour le jogging
Le tapis roulant en caoutchouc peut être aussi utilisé à vitesse et même légère pente choisie et réglable par le passager, défilant en sens inverse de ses pieds et sur lequel il doit courir en se maintenant éventuellement sur des poignées, pouvant aller de 0 jusqu'à 15 à 20 km/h en tant qu'agrès parmi les principaux ergomètres servant à l'exercice physique du jogging en tant que sport en salle.

### Transport de bagages
Ces tapis roulants permettent simultanément de faire circuler les valises et sacs mis par le bagagiste afin que les voyageurs puissent les récupérer.
Un ensemble de plusieurs tapis roulants en série plus ou moins inclinés et tournants achemine les bagages des voyageurs dans l'aéroport de départ depuis l'enregistrement des bagages vers l'avion, puis de l'avion vers le tapis tournant de l'aéroport de destination où les voyageurs les récupèrent.

### Transport de marchandises
Dans l'industrie, on parle plutôt de convoyeurs à bande fonctionnant sur le même principe mais permettant de faire circuler du vrac ou des charges isolées. Lorsqu'il est mobile on parle aussi de sauterelle.
Un tapis roulant peut être utilisé pour transporter et acheminer des marchandises très variées, telles que les marchandises d'une usine, qu'elle soit une chaîne alimentaire, de fabrication ou autre.

## Galerie

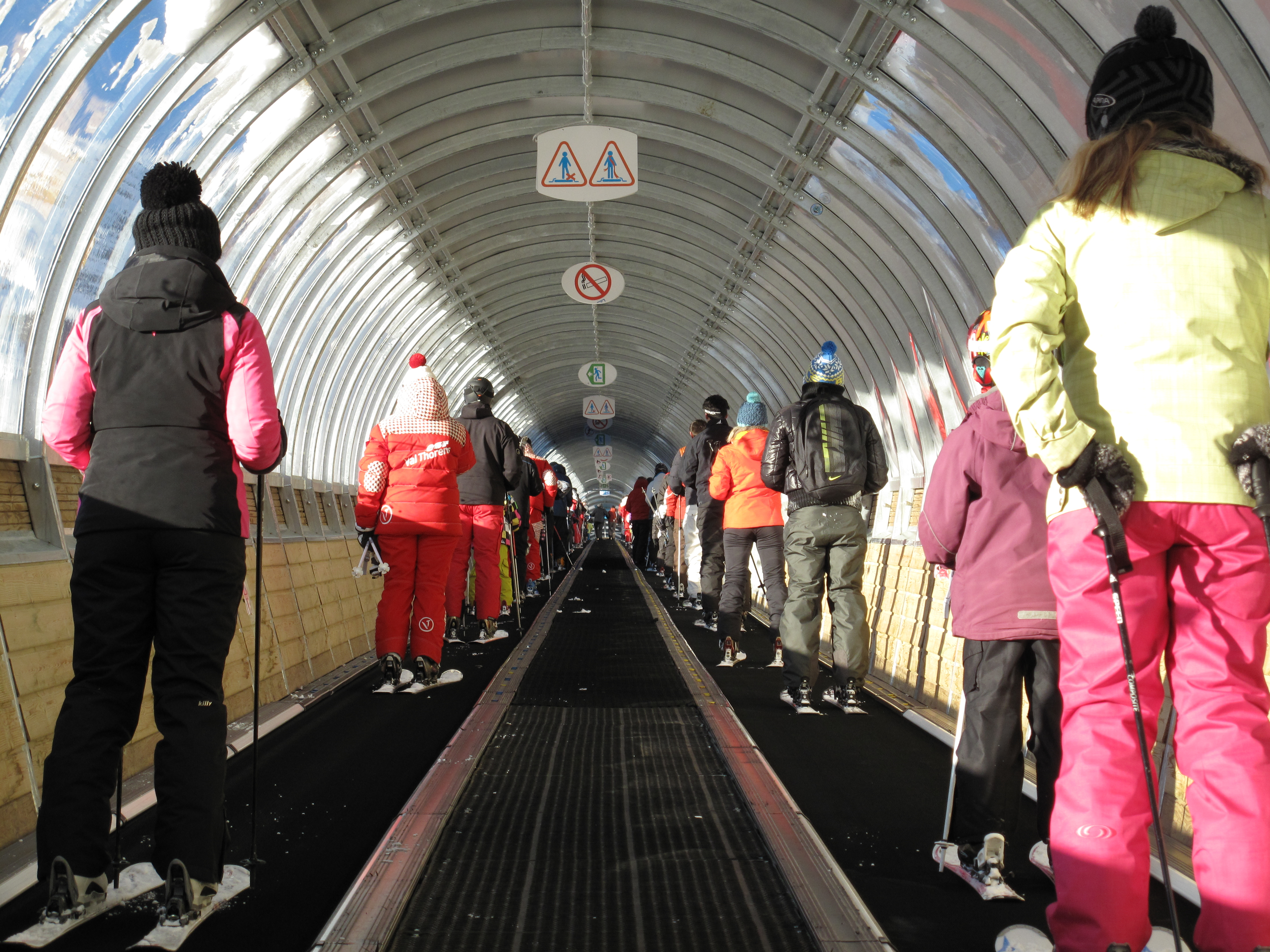
Double tapis roulant avec galerie de protection Funbelt pour skieurs à Val Thorens (France).
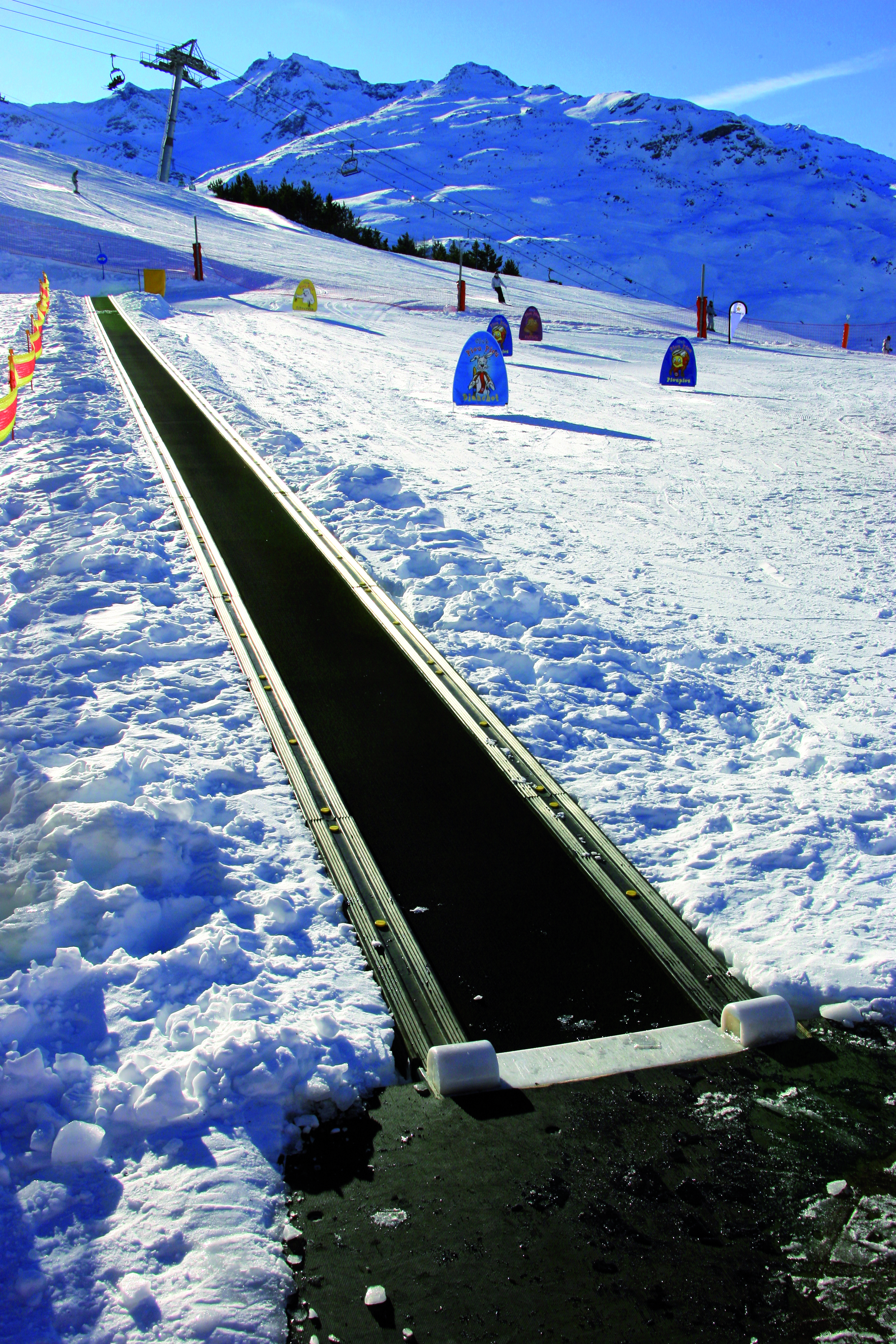
Tapis roulant Funbelt aux Ménuires (France).

## Transports connexes
- Escalier mécanique
- Travelator similaire, mais incliné
- Ascenseur
- Trottoir roulant rapide
- Remontée mécanique
- Palais du rire
- Ergomètre, dont le tapis roulant d'exercice de course en salle